# 光悦村
光悦村（こうえつむら）は、本阿弥光悦らが営んだ江戸時代初期の芸術村。

## 概要
本阿弥光悦が、江戸幕府から与えられた京都鷹峯の地に、さまざまな分野の町衆の文化人や職人・芸術家たちを集めて、独自の文化を築きあげた。

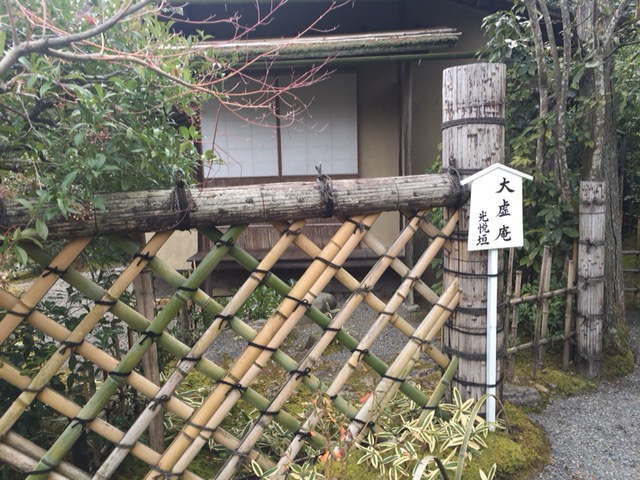
大虚庵（光悦寺）光悦垣

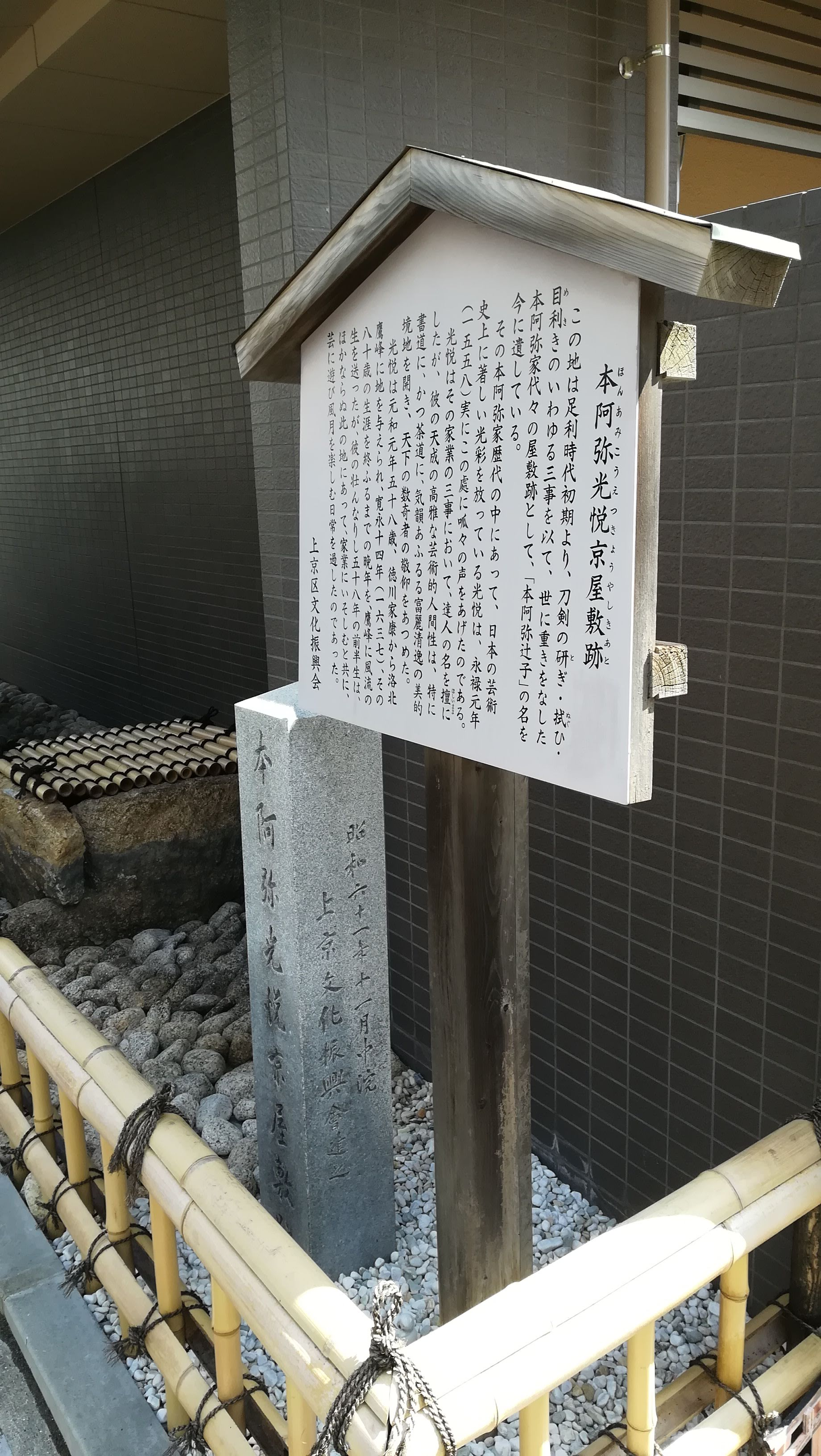
家康に与えられた鷹峰光悦村以前の本阿弥光悦京屋敷跡

光悦の屋敷跡は光悦寺（京都市北区鷹峯光悦町）といわれる。
京都府は平成１２年度より日本の芸術や工芸の発展に大きく貢献した「鷹ヶ峰光悦村」の精神を継承し、これからの産業やモノづくりのあり方を示す新しいスタイルの産業拠点と称して京都府南丹市園部町の園部インター付近に内陸型工業団地「京都新光悦村」及び「道の駅京都新光悦村」を整備した。

## 関連文献
- 河野元昭編『光悦─琳派の創始者』宮帯出版社、2015年

## 関連項目

道の駅京都新光悦村入口
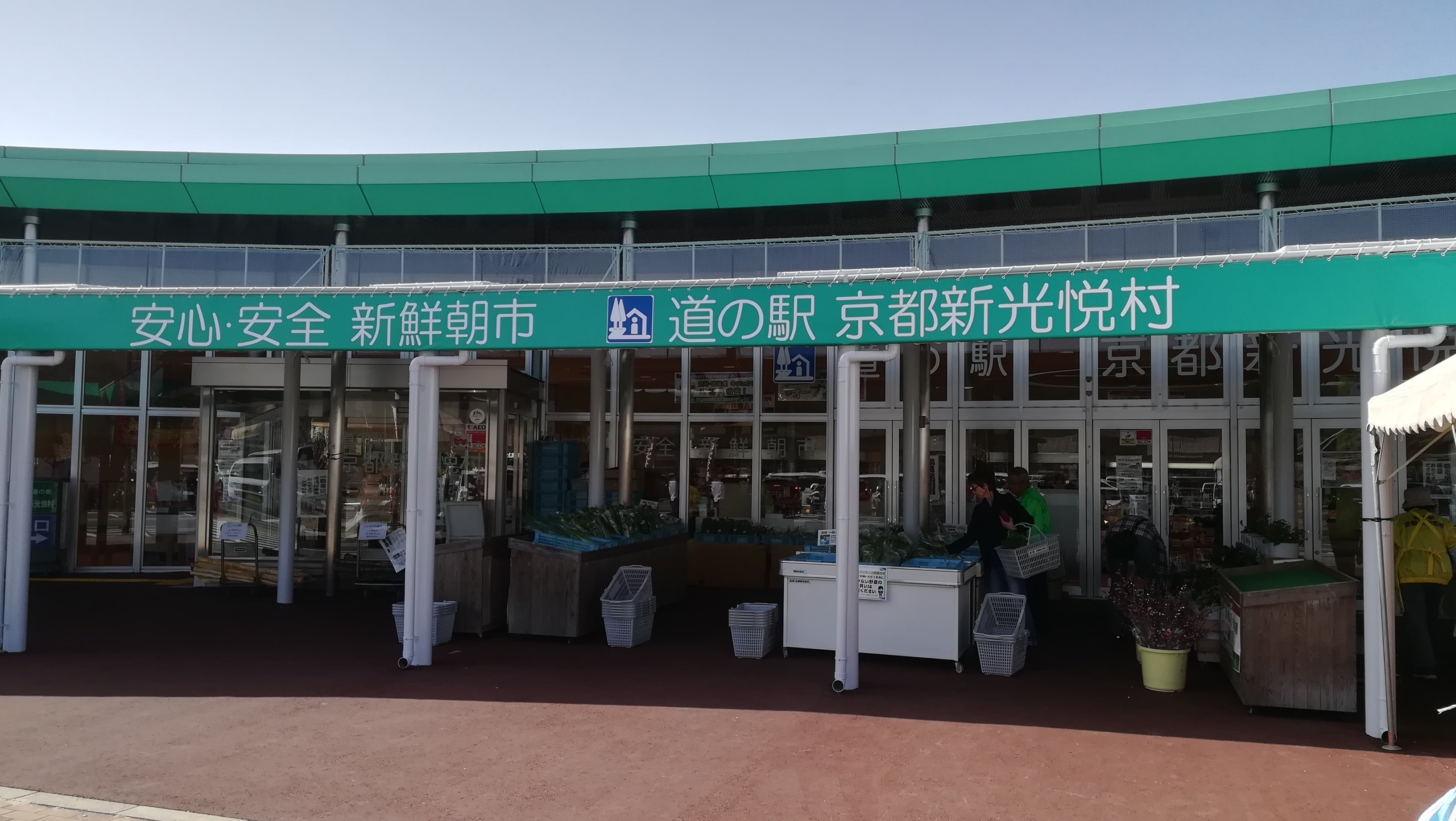
道の駅京都新光悦村
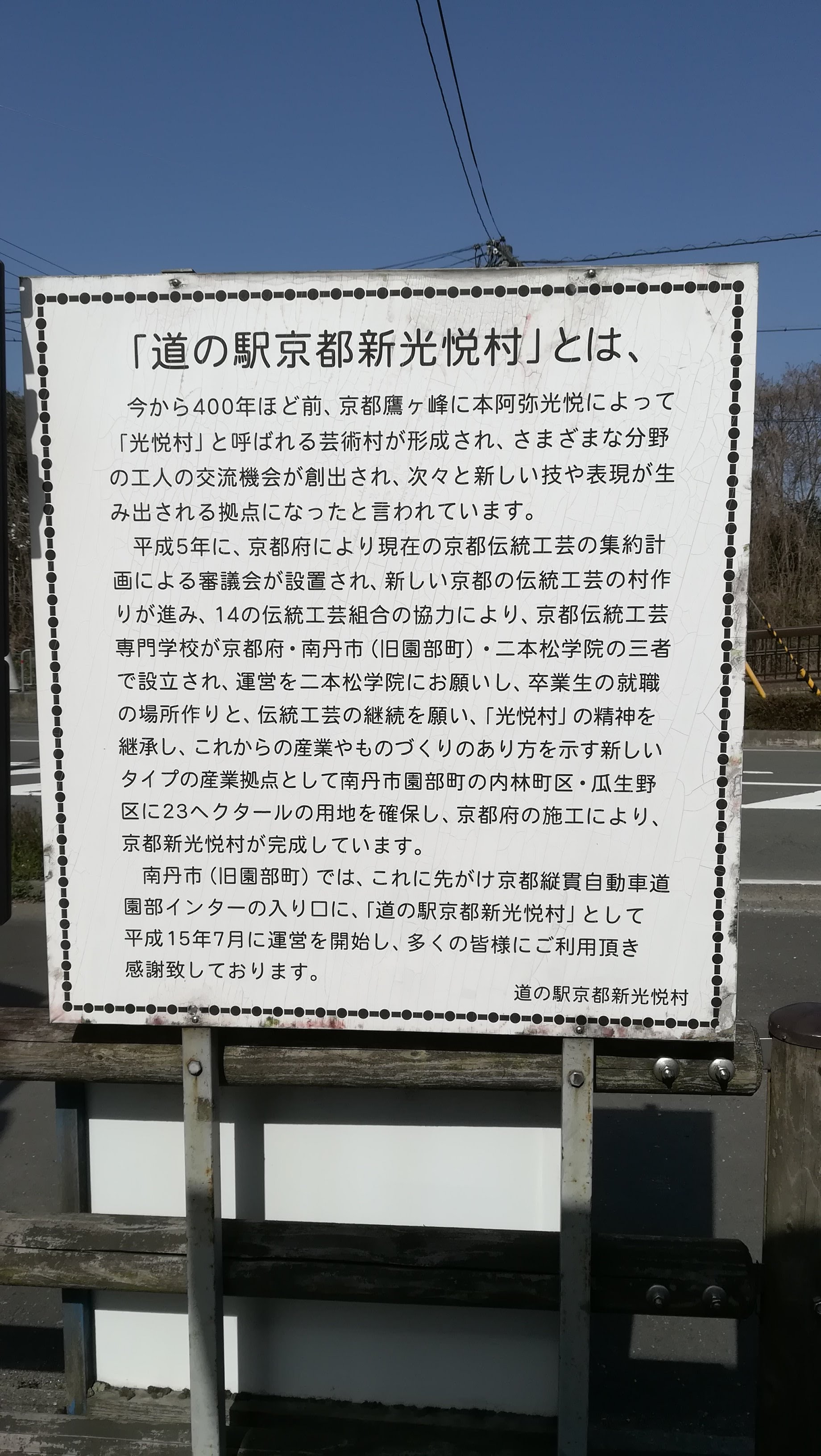
「道の駅京都新光悦村」とは